# Pirchala Imre
Pirchala Imre (Buda, 1845. október 6. – Budapest, 1923. július 1.) latin és görög nyelvész, irodalomtörténész, gimnáziumi tanár, tankerületi főigazgató.

## Élete
A gimnáziumot Budán, az egyetemet Bécsben végezte, ahol Bonitz és Vahlen filológiai szemináriumainak tagja volt. Miután a latin és görög nyelvből tanári képesítést nyert, 1869-ben Eötvös József báró egy évre kiküldte Poroszországba és Hollandiába a tanítóképző és egyéb népnevelői intézetek tanulmányozására. Visszatérte után 1870-ben az akkor fölállított modori tanítóképző intézethez nevezték ki tanárnak. 1873-ban az újra alakított aradi gimnáziumhoz, innét nyolc évi működés után 1879-ben a budapesti II. kerületi főgimnáziumhoz került. 1885-ben a pozsonyi főgimnázium igazgatója és tíz évi igazgatói működés után 1895-ben a pozsonyi tankerület főigazgatója lett. 1923-ban hunyt el 77 éves korában.

## Művei

### Folyóiratcikkei
Theokritoszra, Catullusra, Vergiliusra, a régi latin költőktől alkalmazott alliterációra vonatkozó tanulmányokat és ismertető cikkeket írt. Cikkei a Figyelőben (1875. Az orthologia jogosultságának határai, 1876. Orthologia és neologia); az Egyetemes Philologiai Közlönyben (1877. Theokritos XV. idyllje, ford., A Catull-kéziratokról, 1883. Az alliteratio a latin költészetben, 1884-85. könyvism.); az aradi gimnázium Értesítőjében (1878. Gymnasium és realiskola); az Országos Középiskolai Tanár-Egylet Közlönyében (1880-81. A latin stilisztikai gyakorlatokról, 1885-86. Középiskolai tanárképzésünk ügye, Megemlékezés Malmosi Károlyról, 1886-87. A magyar nyelv oktatásának állása a programok tanúsága szerint, A katholikus iskolaügy Magyarországban és könyvism., 1897. Inductiv és deductiv nyelvtanítás); a Magyar Tanügynek és a Pozsonyvidéki Lapoknak is munkatársa volt.

### Önállóan megjelent művei
- Latin stilisztika. A gymnasium felsőbb osztályai használatára. Budapest, 1879.
- Anthologia latina. Költészeti olvasókönyv. 1. Lyrai szemelvények. Bevezetéssel, magyarázatokkal és metrikai függelékkel ellátta. Uo. 1880. (Görög és római remekírók iskolai Könyvtára 2. kiadás. Uo. 1885., 4. k. 1896., 5. k. 1899. Uo.)
- Jegyzetek Vergilius Aeneisének I-XII. énekéhez. Magyarázó képekkel. Uo. 1882. (2. kiadás. Uo. 1896.)
- Latin stilusgyakorlatok a gymn. V. oszt. számára, kapcsolatban Livius XXI. és XXII. könyvével. Phraseologiai, synonymikai és statisztikai függelékkel. uo., 1885. (2. kiadás: Latin stilus-gyakorlatok. A gymnasium felsőbb osztályai számára. Első füzet. Gyakorlatok az V. osztály számára. Synonymikai és statisztikai függelékkel cz. Uo. 1895.)
- Latin nyelvtan reáliskolák számára. Olvasmánynyal és szótárral. Uo. 1887. (Ism. Egyetértés 249., Nemzet 346. szám.)
- Latin mondattan. Olvasmányokkal és gyakorlatokkal. A reáliskolák VI. osztálya számára. Uo. 1888.
- Latin nyelvtan gymnasiumok számára. Pozsony és Budapest, 1892. (2. jav. kiadás. Pozsony, 1894., 3. jav. k. Uo. 1895., 4. kiad. 1896., 5. k. 1897., Gymnasiumok és reáliskolák számára. 6. k. 1899., 7. k. 1901. 8. k. Uo. 1903., 9. k. Uo. 1904.)
- Latin olvasó- és gyakorlókönyv a gymnasiumok alsóbb osztályai számára. Pozsony és Bpest, 1892. (2. kiadás. Pozsony, 1894., 3. jav. k. 1897., 4. jav. k. 1899., 5. k. 1900., 6. az új tantervhez alkalmazott kiadás. A gymnasium I. és II. osztálya számára. Uo. 1903.)
- Rerum romanarum liber. Latin olvasókönyv a gymnasium III. és IV. osztálya számára. Régiségtani függelékkel és szótárral ellátva. Uo. 1893. (2. k. 1896., 3. k. Uo. 1898.).
- Latin gyakorlókönyv a gymnasium III. és IV. osztálya számára. Uo. 1893. (2. jav. k. 1896., 3. jav. k. Uo. 1898.)
- Latin-magyar iskolai szótár. Pozsony, 1896.
- Latin olvasókönyv a gymnasium III. és IV. oszt. számára. Uo. 1896. Két kötet (I. Szöveges történelmi bevezetés, II. Magyarázó jegyzetek. 2. kiadás, 3. kiadás. Uo. 1903.).
- A magyarországi középiskolák rendje. Törvényeink, szabályzataink, utasításaink és rendeleteink alapján. A m. kir. vallás- és közoktatásügyi miniszter megbízásából összeállította. Bpest, 1905. Két kötet.

## Galéria
- Latin olvasókönyv a gymnasium III. és IV. osztálya számára 
(5. kiadás, 1911)
- Latin olvasókönyv a gymnasium III. és IV. osztálya számára 
(6. kiadás, 1911)
- Latin olvasó- és gyakorlókönyv a gimnázium I. és II. osztálya számára 
(9. kiadás, 1912)